# Audiovisual Sport
Audiovisual Sport (AVS) fue una empresa española que administraba y explotaba los derechos televisivos de la Liga Española. 

## Historia
La empresa se creó en 1997 por los tres grandes propietarios de los derechos del fútbol español:
- Prisa TV (entonces se llama Sogecable) con un 40%
- Telefónica de contenidos (entonces Vía Digital) con un 40%
- Televisión de Cataluña con un 20%.

La comisión europea, entre otros países, investigó el monopolio que tenía la empresa con los derechos de fútbol, pero se resolvió en 2003. Justamente en ese mismo año, con la fusión de Canal Satélite Digital (filial de Sogecable) y Vía Digital (filial de Telefónica), Sogecable se queda con el 80% de la empresa.
En 2006, Audiovisual Sport hizo el reparto de derechos de fútbol para TVC y Sogecable como cada año, pero Mediapro se incorporó a la compra de los derechos. Eso incluyó la integración de Mediapro en AVS con un 25%, y el 75% que quedaba se lo quedó Sogecable, así que Televisió de Catalunya tuvo que marcharse pero afirmó que emitiría los partidos del F. C. Barcelona.
El 17 de enero de 2020, tras estar inoperativa, fue liquidada.

## Controversia

### La «guerra del fútbol»
En septiembre de 1996, LaLiga rompe un acuerdo de venta de derechos audiovisuales del fútbol que había establecido con Forta y Canal+ para modificar ese contrato e incluir a Antena 3, permitiéndole la emisión de un partido de Primera División los lunes. Este conflicto tuvo repercusión tanto mediática como política, y se produjeron varias denuncias y acusaciones a distintos directivos de las compañías involucradas. El 25 de diciembre de 1996, Antena 3, Canal+ y TV3 (Televisió de Catalunya) firman un acuerdo (llamado Pacto de Nochebuena) mediante el cual las tres cadenas de televisión formarán una empresa, la cual explotaría los derechos de la Primera y Segunda División y la Copa del Rey.
Dadas las circunstancias que en otoño de 1996, se presentaron dos proyectos de dos plataformas de televisión digital por satélite distintas (una de Sogecable y otra de Telefónica) que informaban sobre las compañías que estarían dentro de sus accionariados, se especuló que con ese acuerdo sobre los derechos del fútbol, firmado entre varias cadenas que poseerían partes de alguna de las dos empresas de televisión de pago, estas últimas podrían fusionarse en unos meses. Sin embargo, esa posible fusión se frustró.
El 27 de enero de 1997, se constituye la nueva empresa que forman Sogecable mediante su filial GestSport (poseedora del 40%), Antena 3 con GMA (Gestora de Medios Audiovisuales) (40%) y TV3(20%), nacida a raíz del Pacto de Nochebuena, que se llamaría Audiovisual Sport. En julio de 1997, Vía Digital (dos meses antes de su lanzamiento oficial) lanzaba una oferta a Audiovisual Sport para hacerse con los derechos de pago por visión de la Liga Española, pero que entonces eran propiedad de Canal Satélite Digital, la plataforma de televisión de pago de Sogecable. El 23 de julio de 1997, Telefónica (poseedora de la plataforma Vía Digital, rival de Canal Satélite Digital) compra el 25% de Antena 3. Además de esa operación, Telefónica compra el 49% de la Gestora de Medios Audiovisuales (GMA). Así, Telefónica entra indirectamente mediante el 15% de Antena 3 en Canal Satélite Digital y mediante el 40% de GMA en Audiovisual Sport.
Llega el 29 de julio de 1997, y Vía Digital presenta su oferta de canales para intentar hacer rivalidad al poderoso Canal Satélite Digital, propietario de numerosos derechos audiovisuales que Telefónica no ha podido conseguir para su plataforma de televisión de pago. Además, esa presentación tiene lugar días después del control de Telefónica de GMA y declarando que se han hecho "con el control de los derechos de fútbol". Entonces se reanudó la Guerra Digital que se estaba disputando entre Prisa y Telefónica. Hubo tal conflicto que hubo denuncia de Canal Satélite Digital a Telefónica por un "abuso de posición dominante" y en la primera junta directiva de Audiovisual Sport en la que Telefónica participaba mediante GMA, los dos representantes de la compañía fueron expulsados tras exigir condiciones favorables para Vía Digital. El 18 de agosto, se produce la segunda junta de Audiovisual Sport en la que Telefónica está presente. En esa reunión, el presidente de Audiovisual Sport y Canal Satélite Digital expresan que están dispuestas a compartir los derechos del fútbol con Telefónica para Vía Digital, con una sola condición muy sencilla: que Vía Digital solicite ese acuerdo. No obstante, no se discutieron la cantidad de dinero ni el nivel de exclusividad que la plataforma tendría con esos derechos.
El 29 de agosto de 1997, se tenía que aprobar un acuerdo con la Forta para que le pudiesen adjudicar los derechos de fútbol para las temporadas entre los años 1998 y 2003. GMA no permitió que se aprobara con la mayoría necesaria y finalmente se rompió el acuerdo, provocando que Audiovisual Sport no obtuviera ganancias con el contrato. Pero eso no fue todo: ese día en el que comenzaba la temporada de fútbol, en uno de los partidos disputados (Mallorca - Valencia), el RCD Mallorca no hizo posible la retransmisión del partido para los abonados de Canal Satélite Digital. Guardias de seguridad y directivos del club obligaban a cada operario procedente de la plataforma digital a apagar la cámara, "una por una", provocando así que el partido se retransmitiera con menos medios poco a poco. Tras las querellas impuestas, el club se defendió diciendo que esas acciones habían sido ordenadas por GMA (controlada por Telefónica). Ese mismo día en otro partido (Compostela - Sporting), el director de la Televisión de Galicia obligó a no transportar la señal del encuentro a la Forta, la cual debía transportarla a Audiovisual Sport, y ésta la daba a Canal Satélite Digital.
El 6 de septiembre de 1997, Canal Satélite Digital envía un comunicado a la prensa. En éste se explicaba que GMA, poseedora de los derechos de muchos de los clubes españoles de fútbol, cedió los derechos audiovisuales de fútbol a Canal Satélite Digital para esa temporada. Sin embargo, GMA se defendía diciendo que esos derechos no habían sido transferidos y eran propiedad suya. La plataforma digital acusaba a Telefónica de impedir la retransmisión de partidos y alterar el comportamiento de GMA, por lo cual anunciaba que dejaría de emitir partidos temporalmente mientras los tribunales resolvieran todo tipo de denuncias y querellas interpuestas por los daños provocados. A finales de octubre, se admitió a trámite una querella de Canal Satélite Digital contra Antonio Asensio (que tenía el 50% de GMA), en la cual se le acusa de estafa en la venta de derechos de fútbol por parte de GMA a la plataforma digital de Polanco en el Pacto de Nochebuena.
El 17 de noviembre de 1997, Telefónica, Sogecable y Televisió de Catalunya anunciaban en un comunicado que habían llegado en un acuerdo para retransmitir "en igualdad de condiciones" los partidos de Primera División de la temporada 1997/1998, especificando que su explotación se haría a través de Audiovisual Sport. También se abrían puertas a un posible acuerdo entre Audiovisual Sport y Forta para conseguir los derechos de fútbol para su emisión en abierto.

### Disputa entre Sogecable y Mediapro
En 2007, se hizo la segunda guerra del fútbol, ya que Audiovisual Sport demandó a Mediapro por incumplimiento de las normas del contrato que firmó con Sogecable. Entonces Mediapro rompió el acuerdo y, posteriormente anunció que no quería estar en una empresa donde Sogecable tiene la mayor participación, y que las condiciones que acordaron no se cumplieron.
La empresa de Roures quería comercializar por sí misma los derechos de los clubes que adquirió, pero el contrato que firmó anteriormente con Sogecable impedía hacerlo. Este desacuerdo produjo que La Sexta emitiese 3 partidos en abierto cada semana.
Finalmente, en septiembre, se hizo un acuerdo entre las dos compañías que incluía la emisión de un partido en abierto, otro por Canal+ 1 y los demás por PPV (pago por visión).
En 2007, un juzgado de Madrid condenó a Mediapro a pagar 97 millones de euros a Audiovisual Sport por los daños causados desde la temporada 2006/07 hasta la de 2007/08 por incumplir el contrato de acuerdo con Sogecable firmado en 2006. Esta condena fue recurrida pero provocó un concurso de acreedores de Mediapro en junio de 2010.
En abril de 2019 la Audiencia Provincial de Madrid condenó a Prisa a pagar una indemnización de 51 millones de euros a Mediapro. El auto judicial evalúa en esa cantidad los daños causados a MEDIAPRO por las medidas cautelares que Prisa solicitó al Juzgado de Primera Instancia n.º 36 de Madrid, y que ese Juzgado concedió en octubre de 2007, prohibiendo a MEDIAPRO la explotación de los derechos audiovisuales de clubes de fútbol de los que era titular. La Audiencia Provincial de Madrid revocó en julio de 2008 dichas medidas cautelares. El auto establece que las medidas cautelares dictadas por el Juzgado 36 permitieron a Prisa la explotación de unos derechos propiedad de MEDIAPRO privando a esta de la explotación de los mismos y provocándole daños y perjuicios por valor de 51 me.